# Apicia endoglauca
Apicia endoglauca là một loài bướm đêm trong họ Geometridae.